# 奧菲的遺言
《奧菲的遺言》（法語：Le Testament d'Orphée）是一部由尚·考克多執導兼演出的1960年電影，此片被認為是《奧菲三部曲》的終章，續接1930年的《詩人之血》和1950年的《奧費斯》。其他演員還包括尙-皮爾·里歐、尚·馬萊等。
巴勃羅·畢卡索和尤·伯連納於此片中客串演出。這部電影是黑白片，只有幾秒鐘的彩色畫面。

## 外部連結
- 互联网电影数据库（IMDb）上《奧菲的遺言》的资料（英文）
- AllMovie上《奧菲的遺言》的资料（英文）
- 爛番茄上《奧菲的遺言》的資料（英文）
- Criterion Collection essay by Jean Cocteau （页面存档备份，存于） （英文）
- 香港外語電影資料網上《奧菲的遺言 （页面存档备份，存于）》的資料 （繁體中文）
- 博客來上《奧菲的遺言 （页面存档备份，存于）》的DVD資料 （繁體中文）